# Suore ancelle del Sacro Cuore di Maria
Le suore ancelle del Sacro Cuore di Maria (in francese Sœurs Servantes du Saint-Cœur de Maria) sono un istituto religioso femminile di diritto pontificio: le suore di questa congregazione pospongono al loro nome la sigla S.S.C.M.

## Storia
La congregazione fu fondata il 19 marzo 1860 a Parigi dallo spiritano François-Jean-Baptiste Delaplace (1825-1911) assieme con Jeanne-Marie Moysan (1864-1943).
Nel 1889 le suore fondarono le prime filiali negli Stati Uniti d'America e nel 1892 in Canada, dove migrarono in gran numero dopo la promulgazione delle leggi anticongregazioniste in Francia (1903).
L'istituto ricevette il pontificio decreto di lode l'8 luglio 1902 e le sue costituzioni furono approvate definitivamente dalla Santa Sede il 6 maggio 1932.

## Attività e diffusione
Le suore si dedicano all'istruzione e all'educazione cristiana della gioventù e alla cura di anziani e ammalati.
Sono presenti in Argentina, Camerun, Canada, Cile, Cuba, Francia, Stati Uniti d'America; la sede generalizia è a Montréal.
Alla fine del 2008 la congregazione contava 548 religiose in 86 case.